# Gazette de Leyde
La Gazette de Leyde ou Les Nouvelles extraordinaires de divers endroits est un journal politique d'expression française publié à Leyde, aux Pays-Bas, entre 1677 et 1811. Ce journal s'est imposé comme étant le plus lu et le plus influent de la seconde moitié du XVIIIe siècle.

## Contexte
Les Provinces-Unies sont, au XVIIIe siècle, un pays très tolérant en matière de liberté de la presse et de libertés religieuses. À l'inverse de la France où règne la censure, la presse écrite y jouit de conditions de publication très libérales pour l'époque. De nombreux huguenots se sont exilés dans les Provinces-Unies sous le règne de Louis XIV, exilés dont le nombre augmente avec la révocation de l'édit de Nantes en 1685. Plusieurs d'entre eux publient dans plusieurs villes d'Europe des journaux traitant de l'actualité politique en France et en Europe. Lus par les élites françaises, ces journaux sont appelés, en France, les « gazettes étrangères ».

## Historique
En 1677, un Français exilé dans la ville hollandaise de Leyde, Jean-Alexandre de la Font, fonde un journal politique destiné aux Français des Provinces-Unies mais également aux élites de toute l'Europe. Bien que son nom officiel soit Les Nouvelles extraordinaires de divers endroits, le journal se fait connaître sous le nom de Gazette de Leyde. Repris par Étienne Luzac en 1738, il connaît son apogée sous la direction de son neveu, Jean Luzac, qui en fait le journal incontournable de la seconde moitié du XVIIIe siècle. Très favorable aux idées nouvelles et aux révolutions américaine, batave et française, la Gazette de Leyde est lue par les Lumières, les diplomates et souverains de toutes les cours d'Europe. Officiellement éditée à 4 200 exemplaires dans les années 1780, les historiens estiment que ses lecteurs pourraient en réalité être de 50 à 100 000 personnes, notamment en raison de copies pirates.
Favorable aux idées libérales de la fin du siècle, Jean Luzac n'en est pas moins méfiant à l'égard des mouvements populaires violents et son journal perd de son importance avec les révolutions française et batave où les nouvelles libertés de la presse enferment la Gazette de Leyde dans un registre élitiste. Interdit une première fois en avril 1798, le journal reparaît à partir d'octobre sous le nom de Nouvelles politiques de Leyde jusqu'en 1804, date à laquelle il est une nouvelle fois fermé. Après un arrêt de publication pendant quinze jours, le journal change de nom pour celui de Journal politique et devient l'organe officiel du gouvernement du roi de Hollande Louis Bonaparte à la mort de Luzac en 1807. Le royaume de Hollande étant annexé par la France en 1810, le journal est fermé en 1811 par Napoléon Ier.

## Conservation
En 2018, le musée de la Révolution française acquiert pour son centre de documentation, 21 volumes de la Gazette de Leyde, comprenant les parutions faites entre le 1er janvier 1790 et le 31 décembre 1810.